# 主音音樂
主音音樂（中國稱為主調音樂）是一種與複音音樂相對立的音樂分類。主音音樂作品以其中某一個聲部（多數情況是高音部）作為旋律（即「主音」），其餘聲部以和聲或節奏等手法，作為陪襯和伴奏。（相反的，複音音樂則是每個聲部都是地位相等的旋律，並互為彼此的和聲與節奏。）
主音音樂的特點是音樂形象明顯，旋律明晰，感情表達明確，欣賞者較容易融入其中，也容易朗朗上口。主音音樂最重要的創作概念是和聲學，與複音音樂重視對位法的概念不同。
一般認為主音音樂在18世紀才成為西洋音樂的主流，在此之前是以複音音樂為主的宗教音樂為音樂主流。儘管如此，現代的西洋音樂即使以主音音樂為主，但仍或多或少的都運用了一些複音音樂的手法，尤其是表現莊嚴氣氛的宗教性音樂尤其如此。
主音音樂在古典時期時期開始蓬勃發展，在歷經浪漫派、印象派，進入風格多樣化的20世紀後，至今仍是音樂創作的主流，受到最多欣賞者的青睞。

## 註解
1. ↑  譯為「主調音樂」，有時容易與調系中的主調、屬調等名稱混淆。